# Ross Bass

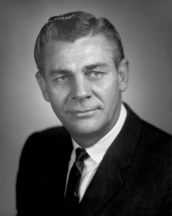
Ross Bass

Ross Bass (* 17. März 1918 in Pulaski, Tennessee; † 1. Januar 1993 in Miami Shores, Florida) war ein US-amerikanischer Politiker. Er vertrat den Bundesstaat Tennessee in beiden Kammern des Kongresses.

## Werdegang
Ross Bass besuchte 1941 das Martin Methodist College in Pulaski. Während des Zweiten Weltkrieges diente er im Dienstgrad eines Captain im Army Air Corps. Nach dem Krieg war er Eigentümer einer Softdrink-Abfüllanlage, Blumenhändler und Kunstgärtner. Diese Tätigkeit übte er in den Jahren 1946 und 1947 aus. Danach arbeitete er von 1947 bis 1954 als Postmeister in Pulaski.
Bass wurde 1954 als Demokrat in den 84. und die vier nachfolgenden Kongresse gewählt. Er vertrat den sechsten Wahlbezirk von Tennessee, zu dem auch Pulaski gehörte, im US-Repräsentantenhaus. In seiner Amtszeit im Repräsentantenhaus weigerte er sich 1956, das Southern Manifesto zu unterzeichnen, das sich gegen die Rassenintegration an öffentlichen Einrichtungen aussprach. Seine Tätigkeit als Abgeordneter übte er vom 3. Januar 1955 bis zu seinem Rücktritt am 3. November 1964 aus, als US-Senator Estes Kefauver verstarb.
Eine demokratische Vorwahl sollte für die noch nicht abgelaufene Restamtszeit im August 1964 abgehalten werden. Bass nahm den Wahlkampf auf und besiegte zur Verwunderung einiger den Gouverneur von Tennessee, Frank G. Clement. Danach schlug er im November den Republikaner Howard Baker und trat Kefauvers restliche Amtszeit von zwei Jahren an. Bass’ Amtszeit belief sich vom 4. November 1964 bis zum 2. Januar 1967. Danach kandidierte er noch einmal für den US-Senat, scheiterte jedoch diesmal an Baker. Nach der Zeit im Kongress war Bass Eigentümer eines Beratungsunternehmens in Washington, D.C. Er kandidierte 1976 noch einmal erfolglos für das US-Repräsentantenhaus.
Ross Bass lebte bis zu seinem Tod am 1. Januar 1993 in Miami Shores, Florida.